# Des Terblanche
Desmond Terblanche (Vryburg, 27 oktober 1965) is een golfprofessional uit Zuid-Afrika.

## Amateur

### Gewonnen
- 1980-83: Junior Springbok
- 1983: Junior Wereldkampioenschap
- 1985: Nationaal Jeugdkampioenschap (U-23)

## Professional
Terblanche werd in 1987 professional, en speelde bijna 400 toernooien op de Sunshine Tour in Zuid-Afrika. De boycot tijdens de apartheidspolitiek beperkte zijn mogelijkheden internationaal te spelen. In 1992 werd het voor golfers uit Zuid-Afrika weer mogelijk hun sport op internationaal niveau uit te oefenen. De eerste wedstrijd van de Aziatische/Europese Tour was de Johnnie Walker Asian Classic op de Pinehurst Golf & Country Club in Bangkok. Des Terblanche en Ian Palmer gingen erheen. Ian Palmer kwam, zag en overwon met een score van -20, Terblanche werd gedeeld 50ste met een score van -7.
Zijn beste resultaat op de Order of Merit in Europa was een 100ste plaats eind 2000. Hij bleef op de Europese Tour spelen tot eind 2003, maar heeft er nooit gewonnen.
Terblanche is een grote man, hij is ruim 190 cm en weegt 130 kilo. 

## Gewonnen

#### Zuid-Afrika
- 1989: Bloemfontein Classic, Iscor Newcastle Classic
- 1991: Kalahari Classic
- 1993: Highveld Classic, Mmabatho Sun Leopard Park Classic
- 1994: Royal Swazi Sun Classic
- 1996: Bearingham Highveld Classic, FNB Pro Series - Botswana
- 1997: Vodacom Series - Eastern Cape, Sabah Masters, Asian Matchplay Championship
- 2000: Emfuleni Classic
- 2003: Capital Alliance Royal Swazi Sun Open
- 2007: Samsung Royal Swazi Sun Open

#### Azië
- 1997: Sabah Masters, Volvo Asian Matchplay
- 2000: Thailand Open

#### Anders
- 1991: SA Winter Championships, Chipkin Catering Supply Sun City Pro-Am (tied met Justin Hobday)